# 李师师
李師師（?—?），北宋歌妓，汴京（今中国河南省开封市）人。事迹多见于野史、小说。小說《水滸傳》对她有过描写。

## 生平
汴京东二厢永庆坊柒局匠王寅之女。四岁時，王寅犯罪下狱死，师师被倡籍歌妓李氏收养。
據張邦基《墨庄漫錄》說：“政和間，李師師、崔念奴二妓，名著一時”。可見政和年間（1111年-1118年），李師師已經走紅。當時，詩人晁沖之正值年少，每有會飲，經常招她侑席。其後十餘年，衝之再來京師，李、崔兩人“聲名溢於中國”，只得寫了兩首詩“追往昔”。詩中描述李師師居所環境是“門侵楊柳垂珠箔，窗對櫻桃卷碧紗”，“係馬柳低當戶葉，迎人桃出隔墻花”。其詩以“看舞霓裳羽衣曲，聽歌玉樹後庭花”來形容師師的歌舞技藝。
除李師師外，徐婆惜、封宜奴、孫三四亦為當紅歌妓。
靖康元年（1126年），宋钦宗下令籍没师师家。未久，汴京沦陷，北宋灭亡，师师下落不明。张邦基《墨庄漫录》称师师流落于江浙，已“憔悴无复向来之态矣”，又一說流落於湖湘间，或臨安之說。

## 轶事
一說宋徽宗与词人周邦彦曾在李師師家相遇，徽宗召之入宫。
《宣和遺事》傳李師師常梳鸞髻出席活動。

## 评价
- 张先《師師令》：“不须回扇障清歌，唇一点，小于花蕊。”
- 晏几道：“看遍颍川花，不及師師好。”（從晏几道卒年推斷，李師師在大觀年間已名噪一時）
- 南宋初年朱敦儒有詩云：“解唱《陽關》別調聲，前朝惟有李夫人”。

## 影視作品

### 電視劇
- 1986年《盗日英雄传》新加坡製作30集電視劇（李秾飾）
- 1986《林沖》（戚美珍飾）
- 1989《李师师》（何晴飾）
- 1990《飛越官場》(謝寧飾)
- 1991《一代名伎李師師》（張瑜飾）
- 1996《水浒传》（何晴飾）
- 2000《千禧金瓶梅》（伊藤千夏（日语：三田友穂）飾）
- 2000《一脚定江山》（谢可可饰）
- 2004《浪子燕青》（于娜飾）
- 2011《水浒传》（安以軒飾）
- 2014《神医安道全》（刘妍希飾）
- 2020《清风明月佳人》（马苏飾）